# Мелочи жизни (фильм, 1980)
«Мелочи жизни» — телевизионный фильм, драма, режиссера Вячеслава Криштофовича.

## Сюжет
В семье супругов Буниных возникла напряженная ситуация в отношениях. Им не удается понять, почему так произошло, Наташа и Саша не знают, как все исправить, и не уверены в том, нужно ли исправлять вообще что-нибудь. Единственное, на что они согласны, так это на развод. Но этот процесс требует много формальностей от обоих. И чтобы их уладить, супруги вынуждены еще общаться между собой. Ведь им предстоит нелёгкое решение жилищного вопроса и болезненный раздел имущества. Сейчас атмосфера в доме удручающая, но ведь раньше была радостная. И фотографии на стене тому подтверждение. Можно понять, как не просто героям все это пережить. Из-за повседневных мелочей исчезли любовь, радость и былые приятные отношения. Помочь их проблеме тщетно пытаются родственники, особенно мама жены. Но от этого ситуация еще больше обостряется. Супруги уже не могут скрыть свою неприязнь друг к другу перед сыном, который становится свидетелем их драмы. Бунины вместе подыскивают жилье для обмена. В новой квартире их заставил задуматься о своем намерении разговор с ее владельцем. И вдруг они узнают про наводнение, которое затопило их дачу. Сможет ли стихийное бедствие повлиять на решение о разводе?

## В ролях
- Ольга Остроумова — Наташа Бунина
- Анатолий Грачёв — Саша Бунин
- Александр Вокач — хозяин квартиры
- Владимир Нечепоренко — дачник
- Ксения Николаева — работница ЗАГСа
- Алексей Левченко — сосед

## Съемочная группа
- режиссер-постановщик: Вячеслав Криштофович
- сценаристы: Рамиз Фаталиев, Вячеслав Криштофович
- композитор: Вадим Храпачёв
- оператор-постановщик: Вилен Калюта
- художник-постановщик: Лариса Жилко
- режиссер: Анатолий Кучеренко
- оператор: Майя Степанова
- звукооператор: З. Копистинская
- монтажер: Алла Голубенко
- директор картины: Валентина Гришокина

## Критика
Вячеслав Криштовович представлен в картине, как бытоописатель, мастер камерной картины, раскрывающей драму взаимоотношения геров в домашней обстановке, банальностях и мелочах. Критики назвали картину «хроникой разводящейся семьи», отметив сюжет, хорошо подходящий природе телевизионного фильма, семейной драмы, близкой по духу массовой аудитории. Специалисты выделили супругов Буниных, актерские работы Анатолия Грачёва и Ольги Остроумовой, их воплощение сложной бытовой ситуации и попытки сохранить брак в камерных диалогах.

## Награды
- Приз на XI Республиканском фестивале «Молодость-80»[2]